# Dorsale pacifica di Farallon
La dorsale pacifica di Farallon era una dorsale oceanica, un margine divergente di placche tettoniche, situata sul fondo dell'Oceano Pacifico che, nel Cenozoico, faceva parte del margine divisorio tra la placca pacifica e la placca Farallon estendendosi in direzione nord-sud.
I resti della dorsale, che 60 milioni di anni fa si pensa avesse una lunghezza di almeno 10.000 km, includono oggi la dorsale Explorer, la dorsale di Gorda, la dorsale di Juan de Fuca, tutte e tre nel Pacifico nordorientale, e la dorsale del Pacifico orientale.